# Monacos Grand Prix 1955
Monacos Grand Prix 1955 var det andra av sju lopp ingående i formel 1-VM 1955.  

## Resultat
- 1 Maurice Trintignant, Ferrari, 8 poäng
- 2 Eugenio Castellotti, Lancia, 6
- 3 Jean Behra, Maserati[1], 2
- = Cesare Perdisa, Maserati[1], 2
- 4 Nino Farina, Ferrari, 3
- 5 Luigi Villoresi, Lancia, 2
- 6 Louis Chiron, Lancia
- 7 Jacques Pollet, Gordini
- 8 Piero Taruffi, Ferrari[2]
- = Paul Frère, Ferrari[2]
- 9 Stirling Moss, Mercedes-Benz

### Förare som bröt loppet
- Cesare Perdisa, Maserati[3]
- Jean Behra, Maserati[3] (varv 86, snurrade av)
- Alberto Ascari, Lancia (80, olycka)
- Harry Schell, Ferrari (68, motor)
- Roberto Mières, Maserati (64, transmission)
- Élie Bayol, Gordini (63, transmission)
- Juan Manuel Fangio, Mercedes-Benz (49, transmission) 1 poäng
- Robert Manzon, Gordini (38, växellåda)
- André Simon, Mercedes-Benz (24, motor)
- Mike Hawthorn, Vanwall (22, gasspjäll)
- Louis Rosier, Ecurie Rosier (Maserati) (8, bränsleläcka)
- Luigi Musso, Maserati (7, transmission)

### Förare som ej startade
- Hans Herrmann, Mercedes-Benz (olycka) (Bilen kördes av André Simon)

### Förare som ej kvalificerade sig
- Lance Macklin, Moss (Maserati)
- Ted Whiteaway, Ted Whiteaway (HWM-Alta)